# Palmarès del Fulham Football Club
Il Fulham Football Club è una società calcistica inglese con sede nell'omonimo quartiere di Londra

## Competizioni nazionali
- Campionato inglese di seconda divisione: 3

1948-1949, 2000-2001, 2021-2022
- Football League One: 2

1931-1932, 1998-1999
- Southern Football League: 2

1905-1906, 1906-1907
- Southern Football League Second Division: 2

1901-1902, 1902-1903

## Competizioni regionali
- West London Cup: 1

1885-1886
- London Challenge Cup: 1

1909-1910

## Competizioni internazionali
- Coppa Intertoto UEFA: 1  (record inglese a pari merito con West Ham, Aston Villa e Newcastle)

2002

## Competizioni amichevoli
- Malaysia Touring Cup: 1

1967-1968

## Altri piazzamenti
- Coppa d'Inghilterra:

Finalista: 1974-1975
Semifinalista: 1907-1908, 1935-1936, 1957-1958, 1961-1962, 2001-2002
- Coppa di Lega inglese:

Semifinalista: 2023-2024
- Campionato inglese di seconda divisione:

Secondo posto: 1958-1959
Terzo posto: 1932-1933, 2017-2018
Vittoria play-off: 2019-2020
- Third Division:

Secondo posto: 1970-1971
Terzo posto: 1981-1982
- Campionato inglese di quarta divisione:

Secondo posto: 1996-1997
- UEFA Europa League:

Finalista: 2009-2010
- UEFA Fair Play ranking: 1

2010-2011
- Coppa anglo-scozzese:

Finalista: 1975-1976